# Any Minute Now
 (février 2021).
Albums de Soulwax
Much Against Everyone's Advice Nite Versions
Any Minute Now est un album du groupe Soulwax sorti en 2004.

## Liste des pistes
1. E Talking
2. Any Minute Now
3. Please... Don't Be Yourself
4. Compute
5. KracK
6. Slowdance
7. A Ballad To Forget
8. Accidents And Compliments
9. NY Excuse
10. Miserable Girl
11. YYY/NNN
12. The Truth Is So Boring
13. Dance 2 Slow